# 15 de Junio Dos
15 de Junio Dos är en ort i Mexiko.   Den ligger i kommunen Escuintla och delstaten Chiapas, i den sydöstra delen av landet, 800 km sydost om huvudstaden Mexico City. 15 de Junio Dos ligger 83 meter över havet och antalet invånare är 120.
Terrängen runt 15 de Junio Dos är platt åt sydväst, men åt nordost är den kuperad. Runt 15 de Junio Dos är det ganska tätbefolkat, med 60 invånare per kvadratkilometer. Närmaste större samhälle är Escuintla, 1,8 km norr om 15 de Junio Dos. Omgivningarna runt 15 de Junio Dos är en mosaik av jordbruksmark och naturlig växtlighet.